# Nuoto sincronizzato ai campionati europei di nuoto 2016 - Squadre (programma libero)
La competizione di nuoto sincronizzato a squadre - Programma libero dei Campionati europei di nuoto 2016 si è svolta dall'11 al 13 maggio 2016. L'11 maggio si è disputato un turno preliminare tra le 10 squadre partecipanti, le quali si sono contese il podio due giorni dopo.

## Medaglie
| Posizione | Atlete | Paese   |
| --------- | --- | ------- |
| Oro       | Lolita Ananasova Anna Vološyna Daria Iushko Olena Grechykhina Anastasiya Savchuk Kseniya Sydorenko Oleksandra Sabada Kateryna Sadurska Olha Zolotarova* Olga Kondrashova* Ekateryna Reznyk* Oleksandra Kashuba* | Ucraina |
| Argento   | Elisa Bozzo Beatrice Callegari Camilla Cattaneo Linda Cerruti Francesca Deidda Manila Flamini Mariangela Perrupato Sara Sgarzi Costanza Ferro* Costanza Di Camillo*                                             | Italia  |
| Bronzo    | Cristina Salvador Helena Jaumà Meritxell Mas Clara Camacho Cecilia Jiménez Paula Ramírez Carmen Juárez Alba María Cabello Berta Ferreras*                                                                       | Spagna  |

* Riserva

## Risultati
| Posizione | Nazione     | Preliminare | Preliminare | Finale  | Finale    |
| Posizione | Nazione     | Punti       | Posizione   | Punti   | Posizione |
| --------- | ----------- | ----------- | ----------- | ------- | --------- |
|           | Ucraina     | 93.8000     | 1           | 94.0000 | 1         |
|           | Italia      | 91.8000     | 2           | 91.2333 | 2         |
|           | Spagna      | 90.0333     | 3           | 89.6667 | 3         |
| 4         | Grecia      | 86.5667     | 4           | 87.4667 | 4         |
| 5         | Francia     | 85.9667     | 5           | 85.3333 | 5         |
| 6         | Svizzera    | 82.2333     | 6           | 83.0000 | 6         |
| 7         | Bielorussia | 80.8667     | 7           | 81.6667 | 7         |
| 8         | Regno Unito | 78.9667     | 8           | 79.0000 | 8         |
| 9         | Israele     | 75.1667     | 9           | 75.7333 | 9         |
| 10        | Portogallo  | 69.8667     | 10          | 71.8000 | 10        |